# 武里县 (冈比亚)
武里縣是西非國家甘比亞上河區轄下的4個縣之一。武里縣於1962年設立，1987年曾經分為武里西縣及武里東縣。武里縣的名稱由來來自歷史上曾經位於甘比亞河北岸的武里王國。
根據甘比亞政府不同年份所作的人口普查結果顯示，居住於武里縣的總人口數1993年為29541人，2003年為35856人，2008年為38678人。